# Rebote posglaciar

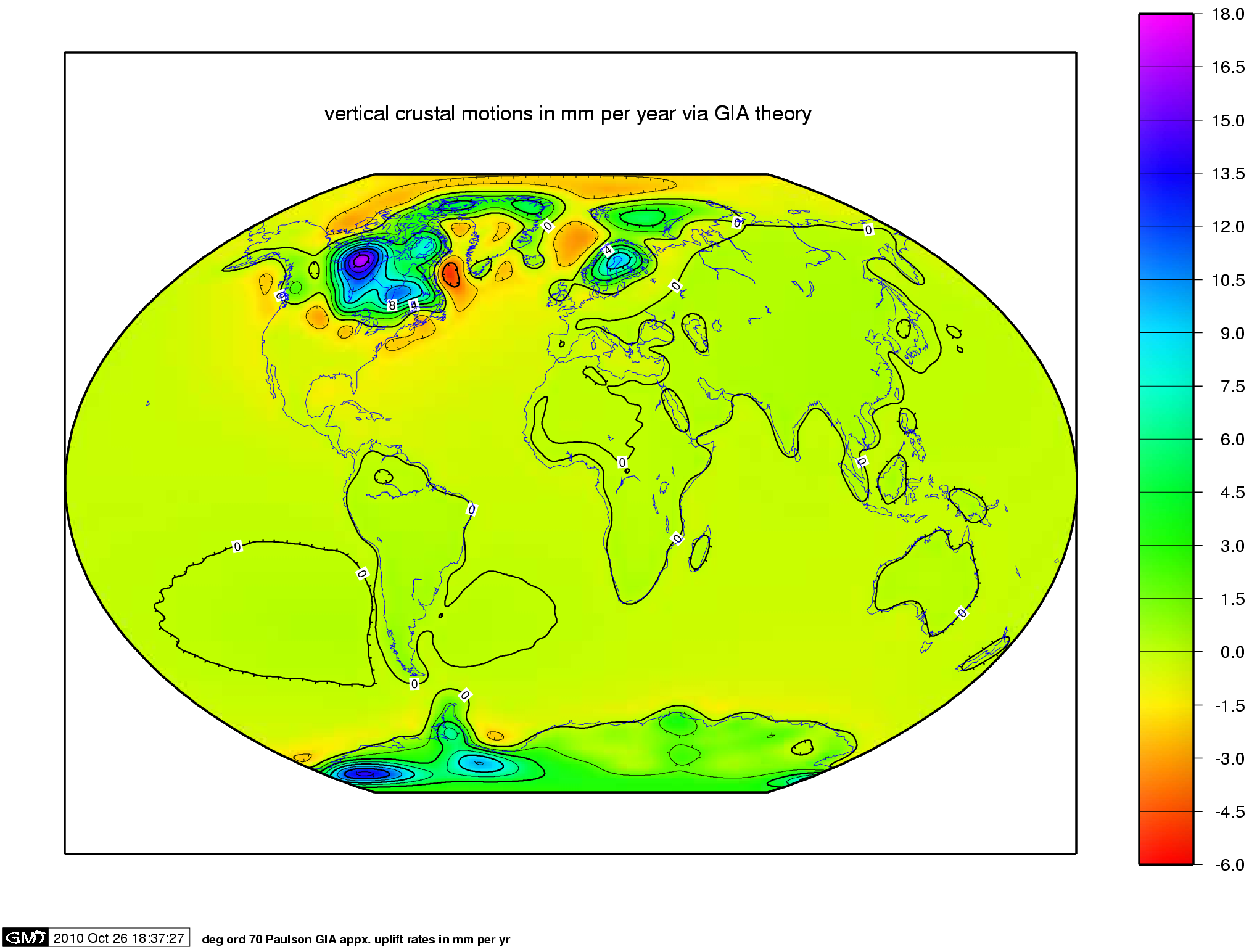
Un modelo del actual cambio de masa debido al rebote posglaciar y a la recarga de las cuencas oceánicas con agua de mar. Las áreas azules y púrpuras indican un aumento causado por la eliminación de las capas de hielo. Las áreas amarillas y rojas indican la disminución a medida que el material del manto se alejaba de esas áreas para suplir las áreas ascendentes y debido al colapso de los abultamientos delanteros alrededor de las capas de hielo.

El rebote posglaciar (también llamado rebote isostático o rebote de la corteza) es la elevación de las masas de tierra después de la eliminación del enorme peso de las capas de hielo durante el último período glaciar, que había causado la depresión isostática. El rebote posglaciar y la depresión isostática son fases de la isostasia glaciar (o ajuste isostático glaciar o glacioisostasia), la deformación de la corteza terrestre en respuesta a cambios en la distribución de la masa de hielo. Los efectos de elevación directos del rebote posglaciar son evidentes en partes del norte de Eurasia —península Escandinava y Siberia— y de América del Norte —región de los Grandes Lagos—, en la Patagonia y en la Antártida. Sin embargo, a través de los procesos de «sifón oceánico» (que rellena las cuencas) y de «apalancamiento continental», los efectos del rebote posglaciar en el nivel del mar se sienten globalmente lejos de las ubicaciones de las capas de hielo actuales y antiguas.

## Introducción
Al finalizar la última glaciación hace unos 11 000 años, la mayoría del norte de Europa y de América del Norte estaban cubiertas de capas de hielo de hasta tres kilómetros de espesor. El enorme peso de este hielo hizo que la corteza se hundiera en el manto. Al finalizar la glaciación, cuando las glaciares retrocedieron, la eliminación de este peso motivó una rápida elevación de la corteza debido al empuje hidrostático del material de la corteza ejercido por el manto sobre el que flota. Debido a la extrema viscosidad del manto, son necesarios muchos miles de años para que la tierra alcance un equilibrio hidrostático.
Unos estudios han demostrado que la elevación ha tenido lugar en dos fases distintas. La elevación inicial fue rápida, a unos 7,5 cm/año. Esta fase duró unos dos mil años, y se desarrolló a medida que el hielo desaparecía. Una vez completada la deglaciación, el ritmo se ralentizó a 2,5 cm/año, con una reducción exponencial desde entonces. Hoy, el ritmo de elevación es de aproximadamente 1 cm/año y las investigaciones sugieren que el ajuste durará unos diez mil años más. La elevación total desde el fin de la edad de hielo será de unos 400 m.

## Efectos

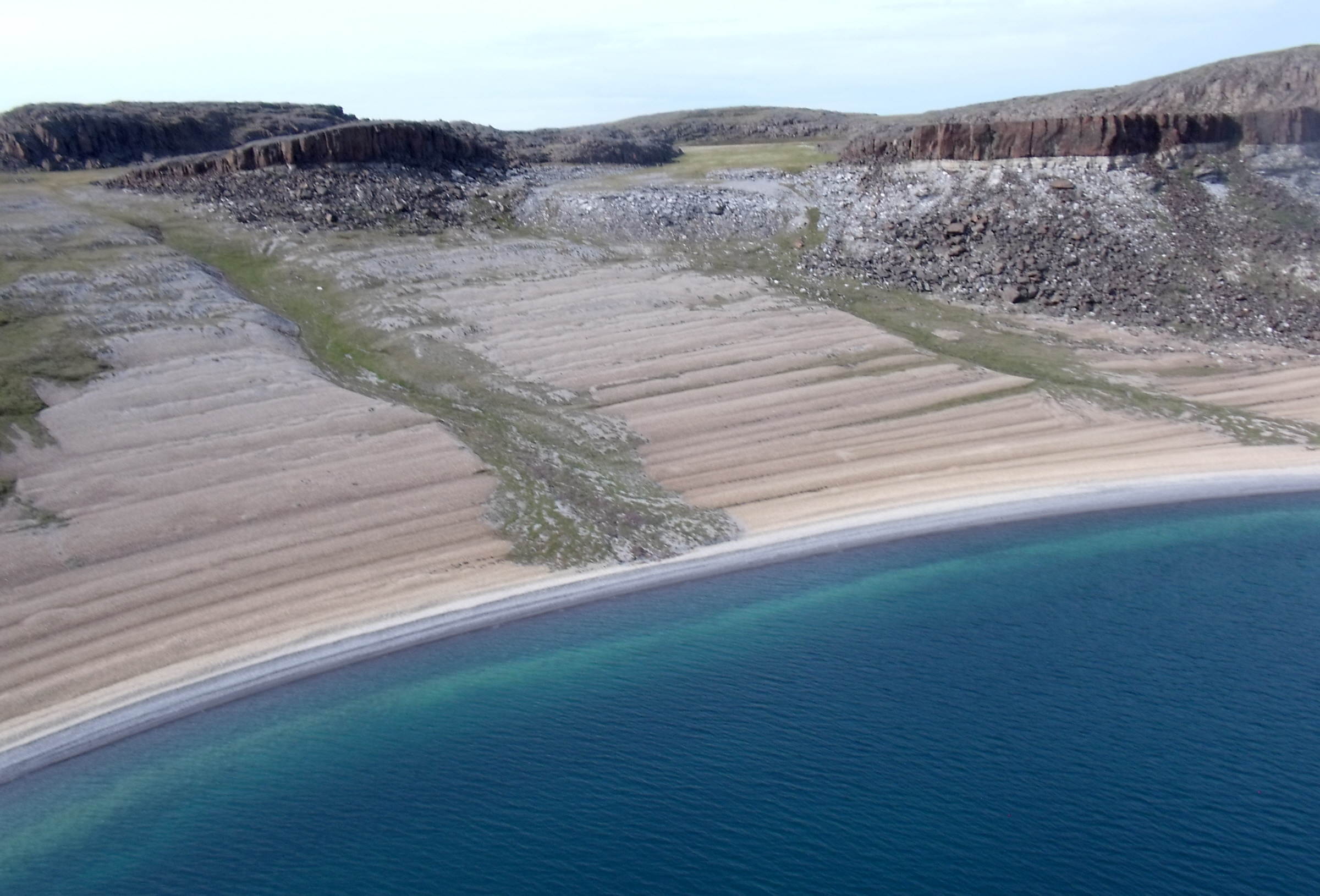
Esta nivelada playa en el Bathurst Inlet, Nunavut es un ejemplo de rebote posglaciar tras la última glaciación. Poca o ninguna marea ayudó a formar su apariencia de pastel de capas.

El ajuste glaciar ha causado muchos cambios significantes en las líneas costeras y los paisajes durante los últimos miles de años, y sus efectos aún son significativos. En Suecia, el lago Mälar fue parte del mar Báltico, pero la elevación del terreno acabó por separarlo y se convirtió en un lago de agua dulce en el siglo XII. Las conchas de animales marinos encontrados en sedimentos del lago Ontario indican un evento similar en tiempos prehistóricos. En otros puertos nórdicos, como Tornio o Pori, han tenido que modificar la situación del puerto varias veces a lo largo de los últimos siglos.
En Gran Bretaña, la glaciación afectó a Escocia pero no el sur de Inglaterra, y el ajuste posglaciar del norte de Gran Bretaña causa un hundimiento compensatorio de la parte meridional de la isla. Esto conlleva un riesgo mayor de inundaciones, especialmente en las zonas que rodean el curso inferior del río Támesis. Junto con el aumento del nivel del mar causado por el calentamiento global, este hundimiento posglaciar del sur de Inglaterra podría comprometer la efectividad de la Barrera del Támesis, la defensa antinundaciones más importante de Londres, después de 2030.
Los Grandes Lagos de América del Norte se encuentran aproximadamente en el límite entre el terreno que se eleva y lo que se hunde. El lago Superior formó parte en el pasado de un lago mucho mayor, junto con el lago Míchigan y el lago Hurón, pero el ajuste posglaciar provocó la separación de los tres lagos hace unos 2100 años. Hoy en día, el nivel del agua sube en las orillas meridionales de los lagos y baja en las septentrionales.
En Suecia, se pueden ver algunos de los efectos más destacados en la isla de Öland que tiene poco relieve debido a la presencia de la muy plana Stora Alvaret. La tierra que se eleva ha hecho que el poblado de la edad de hierro quede más lejos del mar Báltico, de manera que hoy en día quedan muy alejados de la costa.
En general, el ajuste posglaciar tendía a hacer la Tierra más esférica a lo largo del tiempo. Pero este efecto ha sido invertido por otros factores como movimientos de gran magnitud de agua oceánica causados por El Niño y otros fenómenos similares.

## Historia de la exploración

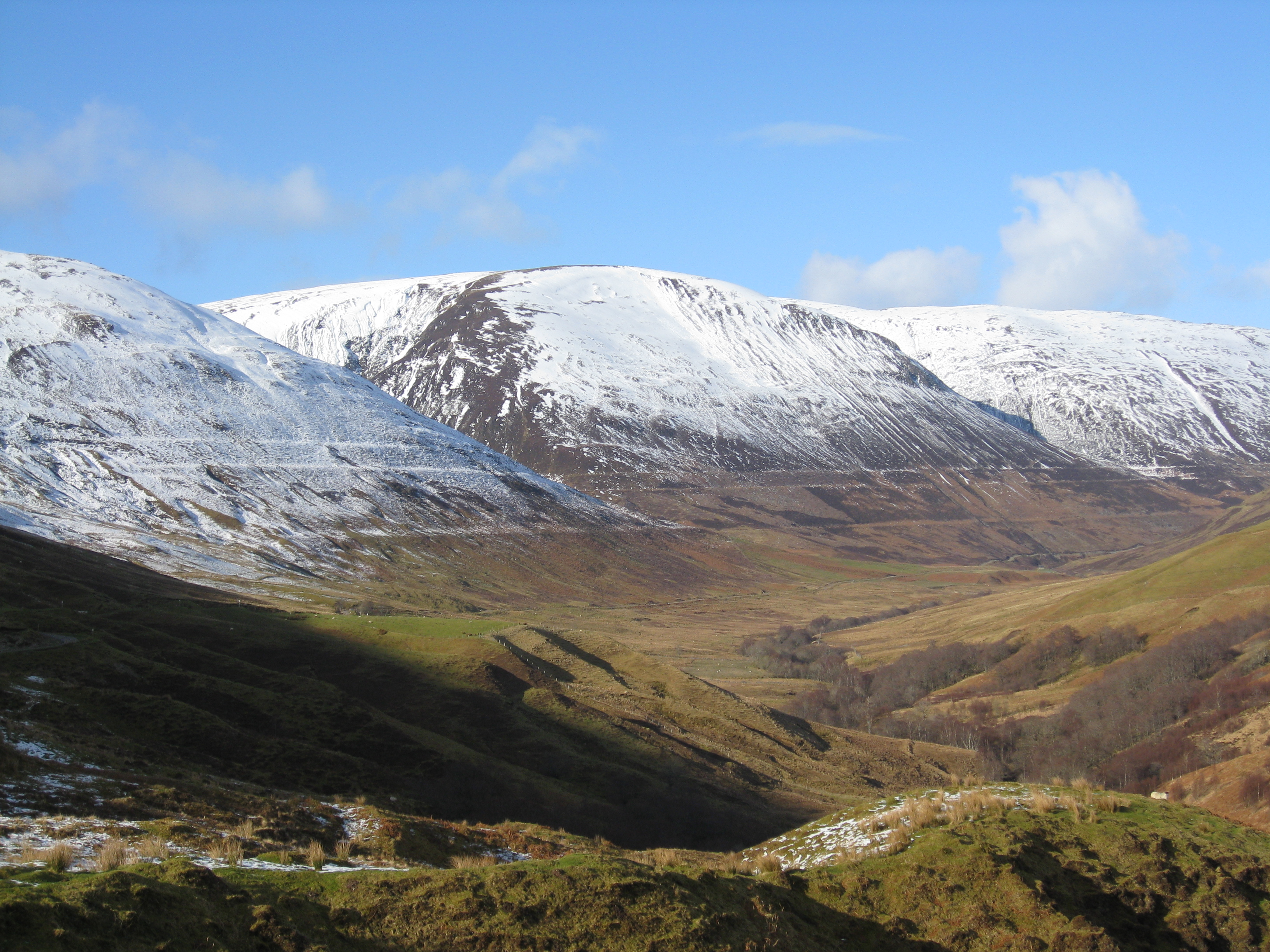
Caminos paralelos de Glen Roy, en las tierras altas de Escocia. La costa superior, claramente visible, se eleva a 350 m. y la inferior a 260 m.

Antes del siglo XVIII, en Suecia se pensaba que el nivel del mar estaba bajando. Siguiendo la iniciativa de Anders Celsius, se hizo una serie de marcas en las rocas de diferentes lugares de la costa sueca. En 1765 se concluyó que no era el nivel del mar que bajaba sino el terreno que se elevaba de manera desigual. En 1865, Thomas Jamieson propuso la teoría de que la elevación del terreno está relacionada con la era glacial que se había descubierto el 1837. La teoría fue aceptada después de investigaciones de Gerard de Geer sobre las antiguas líneas costeras de Escandinavia, publicadas en 1890.

## Estado jurídico
En áreas en que la elevación del terreno es visible, hay que definir los límites exactos de la propiedad. En Finlandia, el nuevo terreno pertenece legalmente al propietario de la zona acuática y no a los propietarios de las zonas de tierra.